# Claude Pourtout
 (mai 2016).
Si vous disposez d'ouvrages ou d'articles de référence ou si vous connaissez des sites web de qualité traitant du thème abordé ici, merci de compléter l'article en donnant les références utiles à sa vérifiabilité et en les liant à la section « Notes et références ».
Claude Pourtout est un carrossier automobile français, né le 3 septembre 1925 à Bougival (Seine-et-Oise) et mort le 20 juin 2004 à Nanterre. Il est le fils du carrossier Marcel Pourtout.
Il fait ses premiers pas dans l’atelier de son père, la Carrosserie Pourtout, en 1933, alors âgé de neuf ans, et ne le quittera qu'au moment de la guerre de 1939-1945. Son rôle dans l'entreprise familiale s’accroitra après guerre, lors de la progressive diminution des productions de luxe. Il produira des véhicules publicitaires, puis industriels, notamment pour Peugeot. Tout comme son père, il restera fidèle à son métier, ainsi qu'à ses ouvriers, et ce jusqu'à la faillite en juillet 1994, à la suite de mauvais investissements. L'un de ses fils rouvrira la Carrosserie, mais cette fois en tant qu'atelier de réparation automobile.
Il fut Membre d’honneur et Vice-président chargé du patrimoine de la Fédération Française de la Carrosserie.